# Franklin Coen
Pour les articles homonymes, voir Coen.
Franklin Coen, de son vrai nom Franklin Robert Coen, est un scénariste américain né le 25 avril 1912 à New York (État de New York) et mort le 27 décembre 1990 à Los Angeles (Californie).

## Biographie
Franklin Coen commence à écrire dans les années 1930. Au cours des années 1950, il entre chez Universal Pictures

## Filmographie

### Cinéma
- 1936 : L'Espionne Elsa (Till We Meet Again) de Robert Florey
- 1937 : Quick Money (en) de Edward Killy
- 1937 : Living on Love (en) de Lew Landers
- 1937 : We're on the Jury (en) de Ben Holmes
- 1938 : Exposed de Harold D. Schuster
- 1939 : Forged Passport de John H. Auer
- 1959 : Le Grand Damier de Hugo Haas
- 1944 : Thoroughbreds (en) de George Blair
- 1953 : La Brigade glorieuse (en) de Robert D. Webb
- 1954 : Quatre tueurs et une fille de Richard Carlson
- 1955 : El Tigre de Joseph M. Newman
- 1955 : Les Survivants de l'infini de Joseph M. Newman
- 1955 : Le Grand Chef de George Sherman
- 1954 : Les Bolides de l'enfer de George Sherman
- 1957 : Les Amants de Salzbourg de Douglas Sirk
- 1958 : La Soif du mal de Orson Welles (non crédité)
- 1964 : Le Train de John Frankenheimer et Bernard Farrel
- 1966 : Alvarez Kelly de Edward Dmytryk
- 1972 : Gunn la gâchette de Robert Hartford-Davis
- 1974 : The Take de Robert Hartford-Davis

### Télévision
- 1958 : Lux Playhouse (1 épisode)
- 1960 : Zane Grey Theater (1 épisode)
- 1961 : Whispering Smith (1 épisode)
- 1995 : Une petite ville bien tranquille (téléfilm)

## Nominations
- Oscars du cinéma 1966 : Nomination pour l'Oscar du meilleur scénario original (Le Train)
- Selon certaines sources[2], ni Franklin Coen, ni Frank Davis ne seraient les auteurs du scénario du film, les vrais scénaristes étant Ned Young et Howard Dimsdale, alors sur liste noire.